# تسیخیسدزیری (شهرداری کبولتی)
تسیخیسدزیری (به لاتین: Tsikhisdziri) یک منطقهٔ مسکونی در گرجستان است که در شهرداری کبولتی واقع شده‌است. تسیخیسدزیری ۲٬۴۷۲ نفر جمعیت دارد و ۴۴۰ متر بالاتر از سطح دریا واقع شده‌است.